# Referendo da União Soviética de 1991
O Referendo da União Soviética foi uma votação popular histórica acerca do futuro do Estado soviético. A votação foi realizada em nove das quinze repúblicas que faziam parte da união, e em todas elas, o resultado foi categoricamente a favor da preservação do país como uma Federação renovada. As demais nações, Armênia, Estônia, Geórgia, Letônia, Lituânia e Moldávia, não participaram por conta de um boicote por parte das autoridades, mas ainda assim, a participação foi de 80% da população soviética da época. As regiões da Abecásia, Ossétia do Sul, Transnístria e Gagaúzia, driblaram o boicote e fizeram questão de votar. Esse foi o único referendo de toda a história da URSS.
A questão do referendo era a seguinte:
Você considera indispensável a manutenção da União das Repúblicas Socialistas Soviéticas como uma Federação renovada de repúblicas iguais e soberanas na qual, sob quaisquer circunstâncias, os direitos e liberdade do cidadão de qualquer nacionalidade serão totalmente garantidos?
As respostas possíveis eram Sim e Não.
O referendo confirmou o desejo popular de manter a União Soviética. Contudo, diante das crises, o presidente soviético, Mikhail Gorbatchov, perdia cada vez mais apoio, enquanto o líder da oposição liberal, Boris Iéltsin, articulava um golpe para derrubar o presidente. Em dezembro de 1991, Iéltsin se reúne com os chefes da oposição das demais repúblicas que compunham a URSS, e assina o Pacto de Belaveja, que garantia a independência às nações integrantes e dava fim ao Estado soviético, contrariando o referendo, o que rendeu diversas críticas a Iéltsin e seus aliados. O referendo, portanto, teve apenas uma função simbólica, e foi utilizado por Gorbatchov, em seu discurso de renúncia, para criticar o modo como foi conduzido o processo de dissolução da União Soviética.

## Resultados

### Geral
| Votos                       | Número de votos | %     |
| --------------------------- | --------------- | ----- |
| A favor (Sim)               | 113,512,812     | 77.8% |
| Contra (Não)                | 32,303,977      | 22.2% |
| Nulos                       | 2,757,817       | —     |
| Total                       | 148,574,606     | 100%  |
| Eleitorado (% de eleitores) | 185,647,355     | 80%   |

Fonte: Nohlen & Stöver

### Por república
| República                       | Votos a favor | Votos a favor | Votos contra | Votos contra | Votos inválidos | Total de votos | Eleitorado  | Participação |
| República                       | Votos         | %             | Votos        | %            | Votos inválidos | Total de votos | Eleitorado  | Participação |
| ------------------------------- | ------------- | ------------- | ------------ | ------------ | --------------- | -------------- | ----------- | ------------ |
| República Soviética Azeri       | 2,709,246     | 94.12         | 169,225      | 5.88         | 25,326          | 2,903,797      | 3,866,659   | 75.10        |
| República Soviética Bielorrussa | 5,069,313     | 83.72         | 986,079      | 16.28        | 71,591          | 6,126,983      | 7,354,796   | 83.31        |
| República Soviética Cazaque     | 8,295,519     | 95.00         | 436,560      | 5.00         | 84,464          | 8,816,543      | 9,999,433   | 88.17        |
| República Soviética Quirguiz    | 2,057,971     | 95.98         | 86,246       | 4.02         | 30,377          | 2,174,593      | 2,341,646   | 92.87        |
| Federação Soviética Russa       | 56,860,783    | 73.00         | 21,030,753   | 27.00        | 1,809,633       | 79,701,169     | 105,643,364 | 75.44        |
| República Soviética Tadique     | 2,315,755     | 96.85         | 75,300       | 3.15         | 16,497          | 2,407,552      | 2,549,096   | 94.45        |
| República Soviética Turcomena   | 1,766,584     | 98.26         | 31,203       | 1.74         | 6,531           | 1,804,310      | 1,846,310   | 97.66        |
| República Soviética Ucraniana   | 22,110,899    | 71.48         | 8,820,089    | 28.52        | 583,256         | 31,514,244     | 37,732,178  | 83.52        |
| República Soviética Uzbeque     | 9,196,848     | 94.73         | 511,373      | 5.27         | 108,112         | 9,816,333      | 10,287,938  | 95.42        |

Fonte: Direct Democracy